# Йохан Лудвиг фон Изенбург-Бюдинген
Йохан Лудвиг фон Изенбург-Бюдинген (на немски: Johann Ludwig von Isenburg-Büdingen; * 14 февруари 1622, Бирщайн; † 23 февруари 1685, Офенбах на Майн) е граф на Изенбург-Бюдинген в Офенбах на Майн и регент на Изенбург-Бирщайн (1641 – 1685).

## Произход
Той е син на Волфганг Хайнрих фон Изенбург-Бюдинген в Офенбах и Драйайх (1588 – 1638) и съпругата му графиня Мария Магдалена фон Насау-Висбаден (1592 – 1654), дъщеря на граф Йохан Лудвиг I фон Насау-Висбаден-Идщайн (1567 – 1596, след падане от прозорец) и графиня Мария фон Насау-Диленбург (1568 – 1632). По-малкият му брат Кристиан Мориц се жени през 1662 г. за принцеса Магдалена (1627 – 1663), която е по-малка сестра на съпругата му Луиза фон Насау-Диленбург.
Йохан Лудвиг умира на 23 февруари 1685 г. на 63 години в Офенбах на Майн и е погребан там.

## Фамилия
Пъви брак: на 7 октомври 1643 г. в Ханау с графиня Мария Юлиана фон Ханау-Мюнценберг (* 15 януари 1617, Шварценфелс; † 28 октомври 1643, Ханау), дъщеря на граф Албрехт фон Ханау-Мюнценберг и Еренгарда фон Изенбург-Бирщайн. Тя умира при раждането на синът им, който живее само един ден:
- Волфганг Албрехт (* 28 октомври 1643; † 29 октомври 1643)

Втори брак: на 10 февруари 1646 г. в Диленбург с принцеса Луиза фон Насау-Диленбург (* 22 май 1623; † 17 ноември 1685), дъщеря на княз Лудвиг Хайнрих фон Насау-Диленбург († 1662) и първата му съпруга Катарина фон Сайн-Витгенщайн († 1651). Те имат децата:
- Мария Катарина (1647 – 1679)
- Лудвиг Хайнрих (1648 – 1648)
- Филипина Луиза (1649 – 1685)
- София Елизабет (1650 – 1692), омъжена на 12 април 1683 г. за граф Йохан Казимир фон Изенбург-Бюдинген в Бюдинген (1660 – 1693)
- Шарлота Амалия (1651 – 1725), омъжена на 24 юни 1674 г. за граф Георг Вилхелм фон Сайн-Витгенщайн-Берлебург (1636 – 1684)
- Карл Лудвиг (1653 – 1675)
- Ернестина (1654)
- Йохан Филип (1655 – 1718), граф на Изенбург-Офенбах-Ной Изенбург (1685 – 1718), женен I. на 19 юли 1678 г. за пфалцграфиня Шарлота Амалия фон Цвайбрюкен-Ландсберг (1653 – 1707); II. на 22 юли 1708 г. за графиня Вилхелмина фон Сайн-Витгенщайн-Берлебург (1684 – 1731)
- Вилхелм Мориц (1657 – 1711), граф на Изенбург-Бирщайн (1685 – 1711), женен I. на 3 ноември 1679 г. за графиня Анна Амалия фон Изенбург-Бюдинген (1653 – 1700), II. 1700 г. за Анна Ернестина София фон Квернхайм († 1708), III. през 1709 г. за графиня Вилхелмина Елизабет фон Лайнинген-Дагсбург-Фалкенбург (1659 – 1733)
- Вилхелмина Юлиана (1658 – 1675)
- Кристиана (1660 – 1710), омъжена 1693 г. за Фридрих Мориц Файгел фон Хайдерщет († сл. 1716)

Трети брак: на 27 януари 1666 г. в Офенбах на Майн с Мария Юлиана Билген († 1677), която получава титлата „фрайфрау фон Айзенберг“. Те имат децата:
- Георг Лудвиг фон Айзенберг, женен за Анна Катарина фон Трюбенбах (1675 – 1756)
- Мориц фон Айзенберг
- Фридрих фон Айзенберг
- Филипина Елизабет фон Айзенберг, омъжена за Фридрих Карл Терзи фон Кронентал († 1717)
- Луизае фон Айзенберг, омъжена през 1692 г. за Конрад Брьозке († 1713)
- Елеонора Амалия фон Айзенберг († 31 март 1747), омъжена през 1715 г. за Хайнрих Вилхелм фон Хорн († 1723)